# Sebastian Fonfara
Sebastian Fonfara (ur. 6 czerwca 1979 roku w Katowicach) – polski hokeista.
Wywodzi się ze znanej śląskiej rodziny sportowców. Jest wujkiem hokeisty Romana Fonfary i piłkarza Grzegorza Fonfary.

## Kariera klubowa
- GKS Katowice (1998–2006)
- Naprzód Janów (2006–2007)
- GKS Katowice (2007–2008)
- Polonia Bytom (2008–2010)
- GKS Katowice (2010–2011)